# Uni (mythologie)

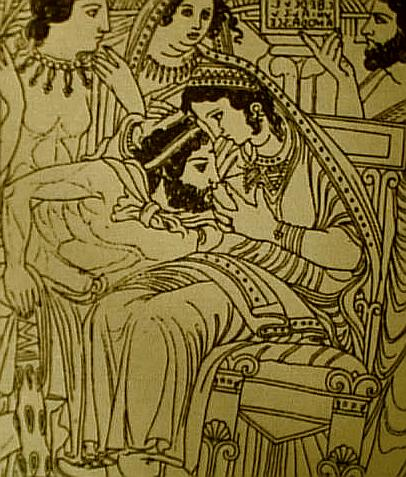
Uni en Hercle

Uni is een figuur uit de Etruskische mythologie. Zij is de godin van de kosmos en vormde samen met Tinia en Menrva de trias of Drie-eenheid. Uni was ook de moeder van Hercle (Hercules), en wordt geassocieerd met de Griekse Hera en de Romeinse Juno. Uni was ook de beschermgodin van de stad Perugia.
Uni verschijnt in de Etruskische teksten op de plaatjes van Pyrgi als de vertaling van de Fenicische godin Astarte. Livius verteld in Boek V van Ab Urbe Condita dat Juno een Etruskische godin van de Veientes was, die ceremonieel geadopteerd was in het Romeinse pantheon toen Veii veroverd werd in 396 v.Chr. Dit lijkt te verwijzen naar Uni. Haar naam verschijnt ook op de Lever van Piacenza
Aplu · 
Artume · 
Calu · 
Charun · 
Fufluns · 
Hercle · 
Laran · 
Lasa · 
Mean · 
Menrva · 
Nethuns · 
Phersipnei · 
Satre · 
Sethlans · 
Thalna · 
Tinia · 
Turms · 
Uni ·
Vanth